# Scotts Hill
Scotts Hill – miasto w Stanach Zjednoczonych, w stanie Tennessee, w hrabstwie Decatur.